# Le Mesnil-le-Roi
Le Mesnil-le-Roi és un municipi francès, situat al departament d'Yvelines i a la regió d'Illa de França. L'any 2007 tenia 6.401 habitants.
Forma part del cantó de Sartrouville, del districte de Saint-Germain-en-Laye i de la Comunitat d'aglomeració Saint Germain Boucles de Seine.

## Demografia

### Població
El 2007 la població de fet de Le Mesnil-le-Roi era de 6.401 persones. Hi havia 2.313 famílies, de les quals 535 eren unipersonals (170 homes vivint sols i 365 dones vivint soles), 621 parelles sense fills, 924 parelles amb fills i 233 famílies monoparentals amb fills.
La població ha evolucionat segons el següent gràfic:
Habitants censats

### Habitatges
El 2007 hi havia 2.486 habitatges, 2.367 eren l'habitatge principal de la família, 24 eren segones residències i 95 estaven desocupats. 1.327 eren cases i 1.144 eren apartaments. Dels 2.367 habitatges principals, 1.559 estaven ocupats pels seus propietaris, 745 estaven llogats i ocupats pels llogaters i 63 estaven cedits a títol gratuït; 53 tenien una cambra, 200 en tenien dues, 496 en tenien tres, 609 en tenien quatre i 1.009 en tenien cinc o més. 1.704 habitatges disposaven pel capbaix d'una plaça de pàrquing. A 1.103 habitatges hi havia un automòbil i a 976 n'hi havia dos o més.

### Piràmide de població
La piràmide de població per edats i sexe el 2009 era:
| Homes | Edats   | Dones |
| ----- | ------- | ----- |
| 8     | 95 o +  | 40    |
| 16    | 90 a 94 | 48    |
| 32    | 85 a 89 | 96    |
| 72    | 80 a 84 | 60    |
| 56    | 75 a 79 | 124   |
| 88    | 70 a 74 | 108   |
| 132   | 65 a 69 | 108   |
| 136   | 60 a 64 | 156   |
| 152   | 55 a 59 | 140   |
| 312   | 50 a 54 | 288   |
| 192   | 45 a 49 | 200   |
| 228   | 40 a 44 | 252   |
| 244   | 35 a 39 | 276   |
| 152   | 30 a 34 | 192   |
| 168   | 25 a 29 | 156   |
| 164   | 20 a 24 | 180   |
| 228   | 15 a 19 | 256   |
| 236   | 10 a 14 | 236   |
| 224   | 5 a 9   | 188   |
| 164   | 0 a 4   | 132   |

## Economia
El 2007 la població en edat de treballar era de 4.010 persones, 2.927 eren actives i 1.083 eren inactives. De les 2.927 persones actives 2.698 estaven ocupades (1.446 homes i 1.252 dones) i 229 estaven aturades (111 homes i 118 dones). De les 1.083 persones inactives 237 estaven jubilades, 489 estaven estudiant i 357 estaven classificades com a «altres inactius».

### Ingressos
El 2009 a Le Mesnil-le-Roi hi havia 2.350 unitats fiscals que integraven 6.393 persones, la mediana anual d'ingressos fiscals per persona era de 31.123 €.

### Activitats econòmiques
Dels 330 establiments que hi havia el 2007, 3 eren d'empreses alimentàries, 3 d'empreses de fabricació de material elèctric, 6 d'empreses de fabricació d'altres productes industrials, 25 d'empreses de construcció, 68 d'empreses de comerç i reparació d'automòbils, 11 d'empreses de transport, 8 d'empreses d'hostatgeria i restauració, 19 d'empreses d'informació i comunicació, 17 d'empreses financeres, 20 d'empreses immobiliàries, 93 d'empreses de serveis, 31 d'entitats de l'administració pública i 26 d'empreses classificades com a «altres activitats de serveis».
Dels 52 establiments de servei als particulars que hi havia el 2009, 1 era una oficina de correu, 1 una oficina bancària, 2 tallers de reparació d'automòbils i de material agrícola, 1 taller d'inspecció tècnica de vehicles, 10 paletes, 6 guixaires pintors, 1 lampisteria, 5 electricistes, 5 perruqueries, 3 veterinaris, 5 restaurants, 9 agències immobiliàries, 2 tintoreries i 1 saló de bellesa.
Dels 11 establiments comercials que hi havia el 2009, 1 era un hipermercat, 1 una botiga de més de 120 m², 2 fleques, 1 una fleca, 2 botigues de roba, 1 una botiga d'equipament de la llar, 1 una botiga de material de revestiment de parets i terra i 2 floristeries.
L'any 2000 a Le Mesnil-le-Roi hi havia 3 explotacions agrícoles que ocupaven un total de 126 hectàrees.

## Equipaments sanitaris i escolars
El 2009 hi havia 2 farmàcies i 1 ambulància.
El 2009 hi havia 3 escoles maternals i 2 escoles elementals.

## Poblacions més properes
El següent diagrama mostra les poblacions més properes.